# Jože Poklukar
Jože Poklukar (ur. 30 stycznia 1973 w Jesenicach) – słoweński biathlonista.

## Kariera
W Pucharze Świata zadebiutował 23 stycznia 1993 roku w Anterselvie, gdzie zajął 75. miejsce w sprincie. Pierwsze punkty wywalczył 10 grudnia 1994 roku w Bad Gastein, w tej samej konkurencji zajmując szóste miejsce. Nigdy nie stanął na podium indywidualnych zawodów PŚ, jednak 9 marca 1997 roku w Nagano wspólnie z Tomažem Žemvą, Janezem Ožboltem i Matjažem Poklukarem zajął trzecie miejsce w sztafecie. Najlepsze wyniki osiągnął w sezonie 1994/1995, kiedy zajął 40. miejsce w klasyfikacji generalnej. W 1995 roku wystąpił na mistrzostwach świata w Anterselvie, gdzie zajął 74. miejsce w biegu indywidualnym i 63. miejsce w sprincie. Był też między innymi piąty w biegu drużynowym podczas mistrzostw świata w Osrblie w 1997 roku oraz siódmy w tej konkurencji na mistrzostwach świata w Canmore trzy lata wcześniej. W 1994 roku startował na igrzyskach olimpijskich w Lillehammer, gdzie zajął 59. miejsce w sprincie. Brał też udział w igrzyskach olimpijskich w Nagano w 1998 roku, gdzie zajął 16. miejsce w sprincie i 12. w sztafecie.
Jego brat bliźniak, Matjaž Poklukar, także był biathlonistą.

## Osiągnięcia

### Igrzyska olimpijskie
| Rok  | Miejscowość | Konkurencje | Konkurencje | Konkurencje | Konkurencje | Konkurencje | Konkurencje | Konkurencje |
| Rok  | Miejscowość | IN          | SP          | PU          | MS          | RL          | MR          | SR          |
| ---- | ----------- | ----------- | ----------- | ----------- | ----------- | ----------- | ----------- | ----------- |
| 1994 | Lillehammer | –           | 59.         | nd.         | nd.         | –           | nd.         | –           |
| 1998 | Nagano      | –           | 16.         | nd.         | nd.         | 12.         | nd.         | –           |

### Mistrzostwa świata
| Rok  | Miejscowość | Konkurencje | Konkurencje | Konkurencje | Konkurencje | Konkurencje | Konkurencje | Konkurencje |
| Rok  | Miejscowość | IN          | SP          | PU          | MS          | RL          | MR          | SR          |
| ---- | ----------- | ----------- | ----------- | ----------- | ----------- | ----------- | ----------- | ----------- |
| 1995 | Anterselva  | 74.         | 63.         | nd.         | nd.         | –           | nd.         | –           |
| 1996 | Ruhpolding  | –           | 66.         | nd.         | nd.         | 19.         | nd.         | –           |
| 1997 | Osrblie     | 64.         | –           | –           | nd.         | 14.         | nd.         | –           |

### Puchar Świata

#### Miejsca w klasyfikacji generalnej
| Sezon     | Miejsce |
| --------- | ------- |
| 1992/1993 | -       |
| 1993/1994 | -       |
| 1994/1995 | 40.     |
| 1995/1996 | -       |
| 1996/1997 | 49.     |
| 1997/1998 | 52.     |
| 1999/2000 | -       |
| 2000/2001 | -       |
| 2001/2002 | -       |
| 2002/2003 | -       |
| 2003/2004 | -       |
| 2004/2005 | -       |
| 2005/2006 | -       |